# Chunhe (köpinghuvudort i Kina, Yunnan Sheng, lat 24,40, long 102,53)
Chunhe (kinesiska: 春和) är en köpinghuvudort i Kina. Den ligger i provinsen Yunnan, i den sydvästra delen av landet, omkring 75 kilometer söder om provinshuvudstaden Kunming. Antalet invånare är 59 653. Befolkningen består av 29 026 kvinnor och 30 627 män. Barn under 15 år utgör 18,0 %, vuxna 15-64 år 71 %, och äldre över 65 år 9,0 %.
Runt Chunhe är det tätbefolkat, med 476 invånare per kvadratkilometer. Närmaste större samhälle är Yuxi, 5,5 km söder om Chunhe. Runt Chunhe är det i huvudsak tätbebyggt.
Genomsnittlig årsnederbörd är 1 044 millimeter. Den regnigaste månaden är juni, med i genomsnitt 211 mm nederbörd, och den torraste är februari, med 12 mm nederbörd.